# Fort de Leucate
Le fort de Leucate est un fort situé à Leucate, en France.

## Localisation
Le fort est situé sur la commune de Leucate, dans le département français de l'Aude.

## Historique
L'histoire du fort a commencé dès le Moyen Âge, époque à laquelle Leucate est devenue ville frontière, à la limite de deux royaumes. Ce château était le pendant de celui de Salses, côté espagnol. De nombreux événements ont émaillé son histoire, notamment des épisodes guerriers répétés et quelques sièges mémorables. Le plus connu est sans doute celui de 1590 au cours duquel Françoise de Cézelly a gagné son statut d'héroïne grâce à sa résistance héroïque.
L'architecture du fort a connu différentes versions. La première moyenâgeuse (XIIe et XIII siècles) était très rudimentaire, avec un donjon en bois à l'origine, puis très vite reconstruit en pierre, et une simple maison seigneuriale, qui suffisaient à peu près à résister aux armements de l'époque. Une deuxième enceinte, en pierre, a été édifiée dans le courant du XIIIe siècle, qui prenait en compte l'importance stratégique grandissante de la place. C'est en pleine Renaissance (début du XVIe siècle) que le château de Leucate a subi sa plus grande évolution. Elle était en partie rendue nécessaire par les dégâts occasionnés par le siège de 1590. Elle faisait appel à un concept d'avant-garde pour l'époque, celui des enceintes bastionnées, imaginé par une poignée d'architectes italiens, dont Léonard de Vinci. Le but recherché était d'adapter les forteresses aux progrès de l'artillerie. Cette technique devait connaître ses heures de gloire quelque 150 ans plus tard avec les forteresses « à la Vauban », caractérisées par leur forme en étoile. On sait depuis peu de temps que le château de Leucate fut le premier prototype réalisé en Europe sur ce principe.
La signature du traité des Pyrénées en 1659 par le roi Louis XIV mit définitivement fin aux problèmes de frontières avec l'Espagne. La valeur stratégique du château disparaissait en même temps. Comme il coûtait cher d'entretien, à la Province d'abord, à la Couronne ensuite, il fut décidé de le détruire purement et simplement. Les notions de patrimoine étaient évidemment inexistantes alors. Le chantier fut adjugé à un maçon de Narbonne, à qui l'on mit à disposition les stocks de poudre contenus dans les casemates de la forteresse. En 1665, le chantier était mené à bien et le château de Leucate prenait l'apparence qu'on lui connaît aujourd'hui.
L'édifice fut inscrit au titre des monuments historiques en 2006.

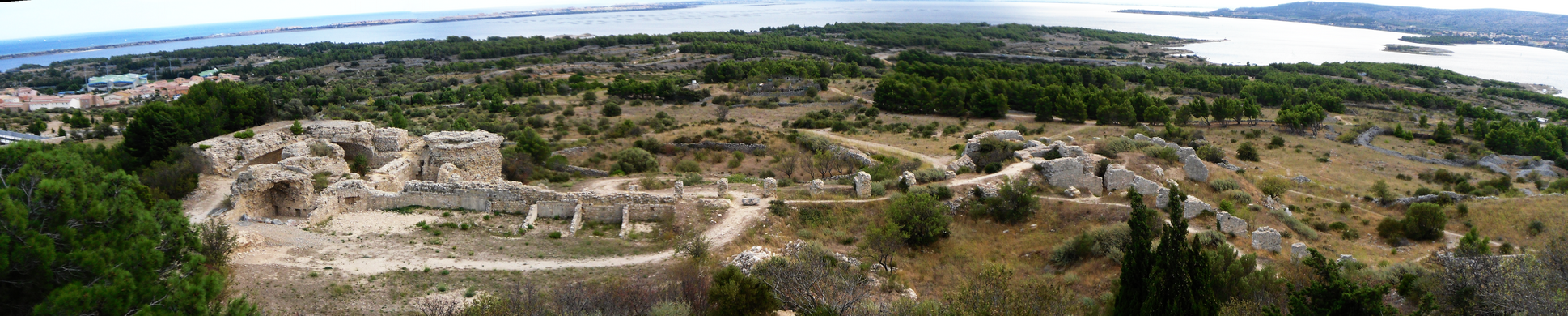
L'ancien fort de Leucate

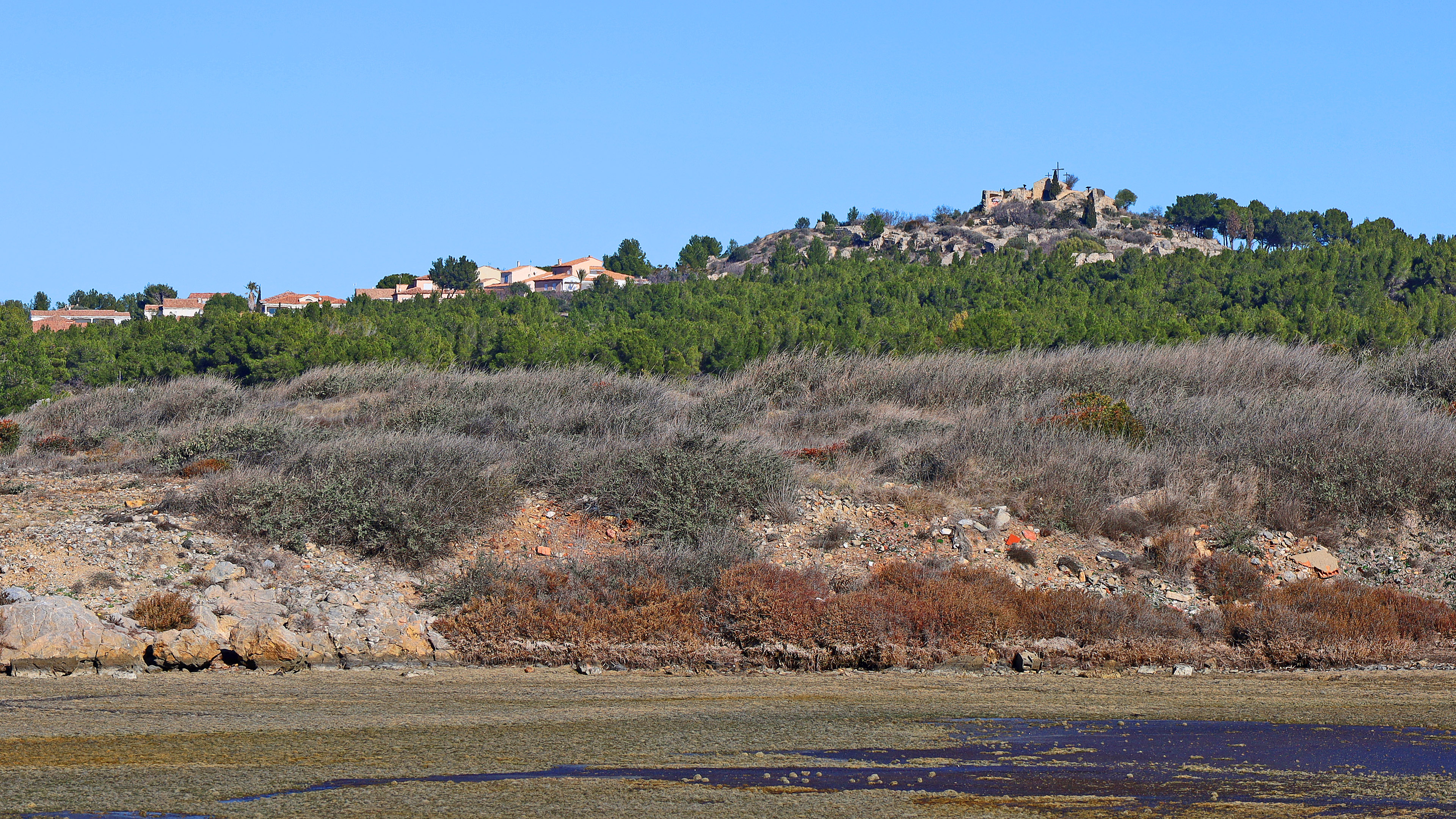
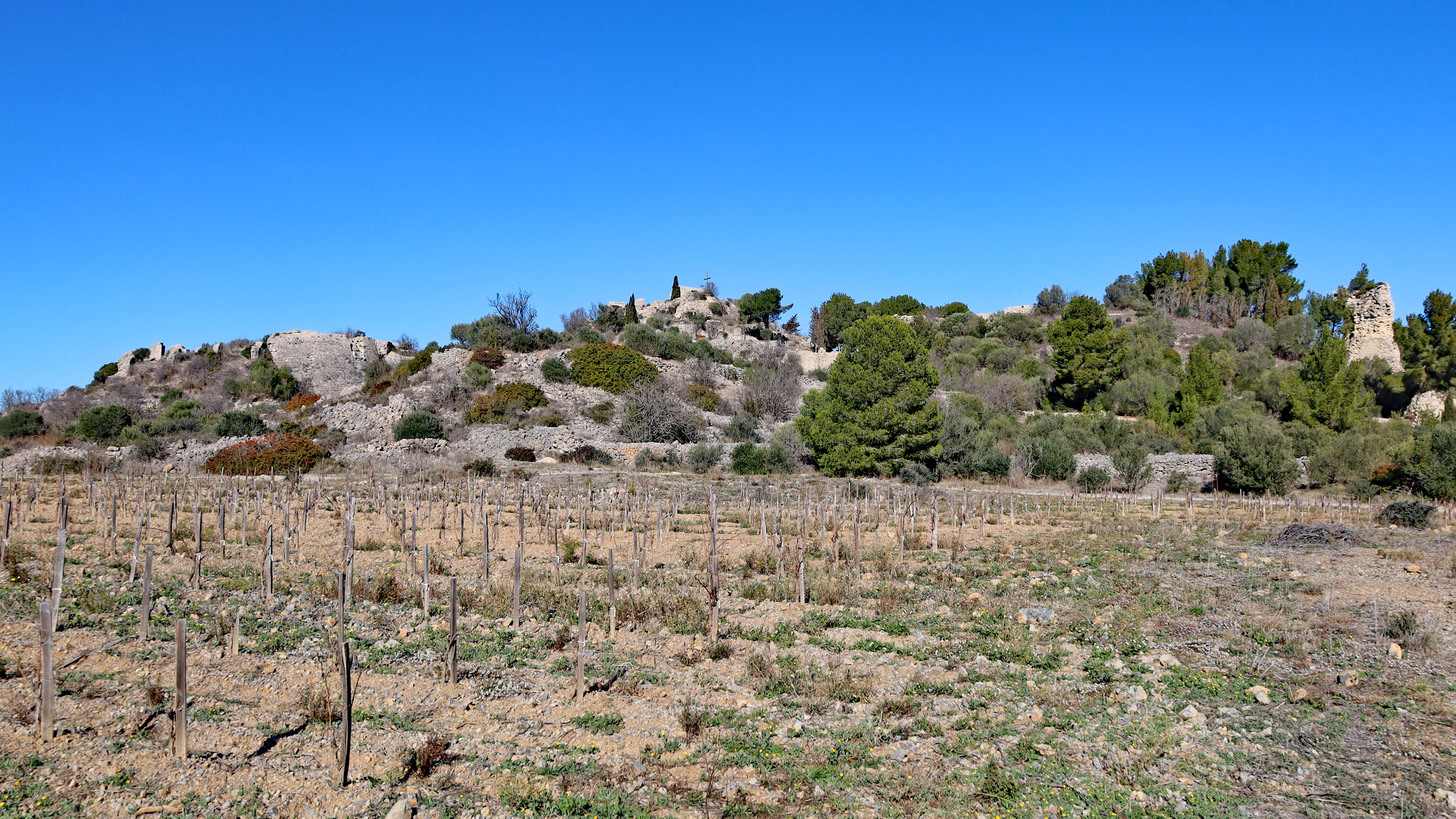
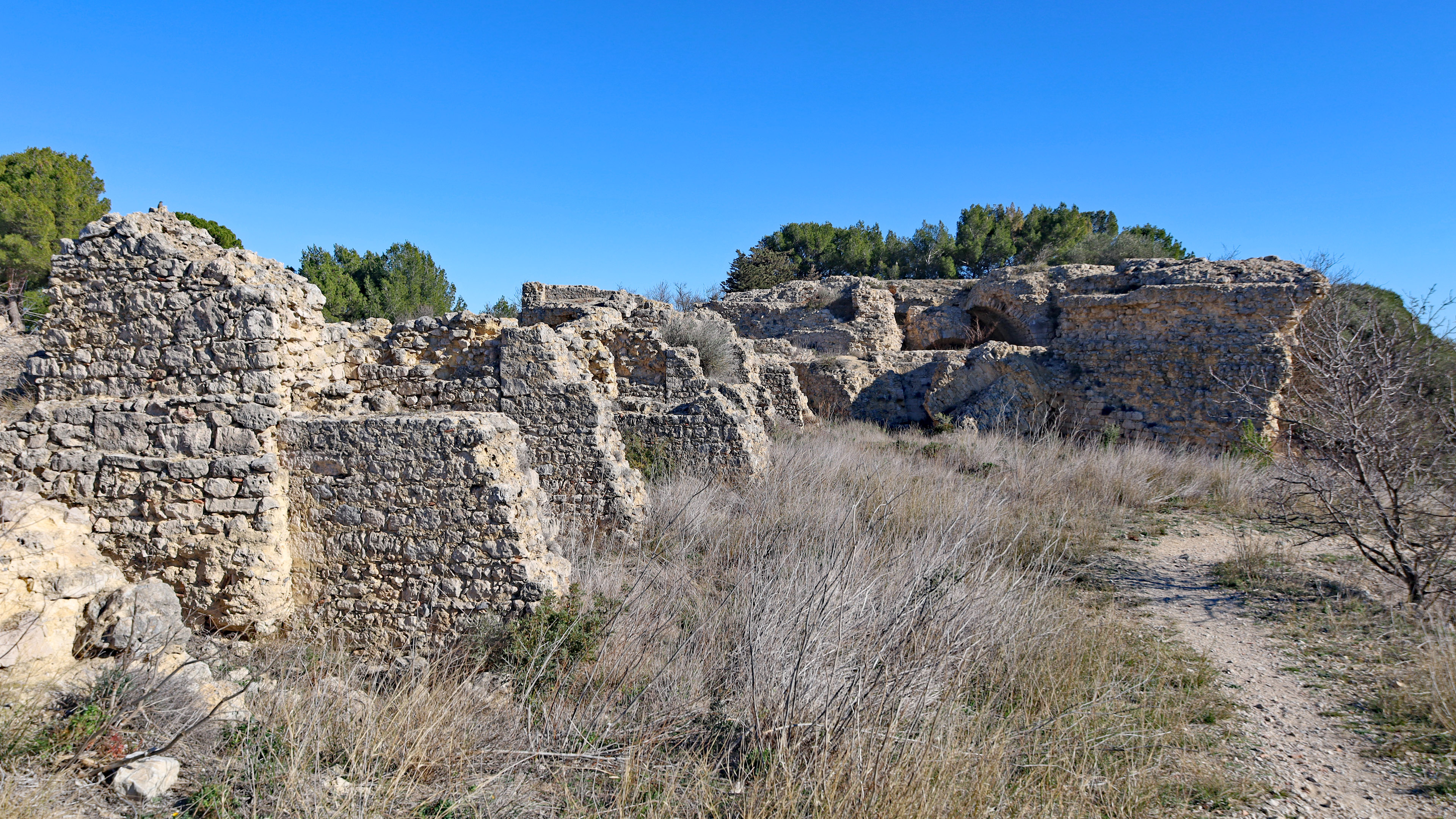
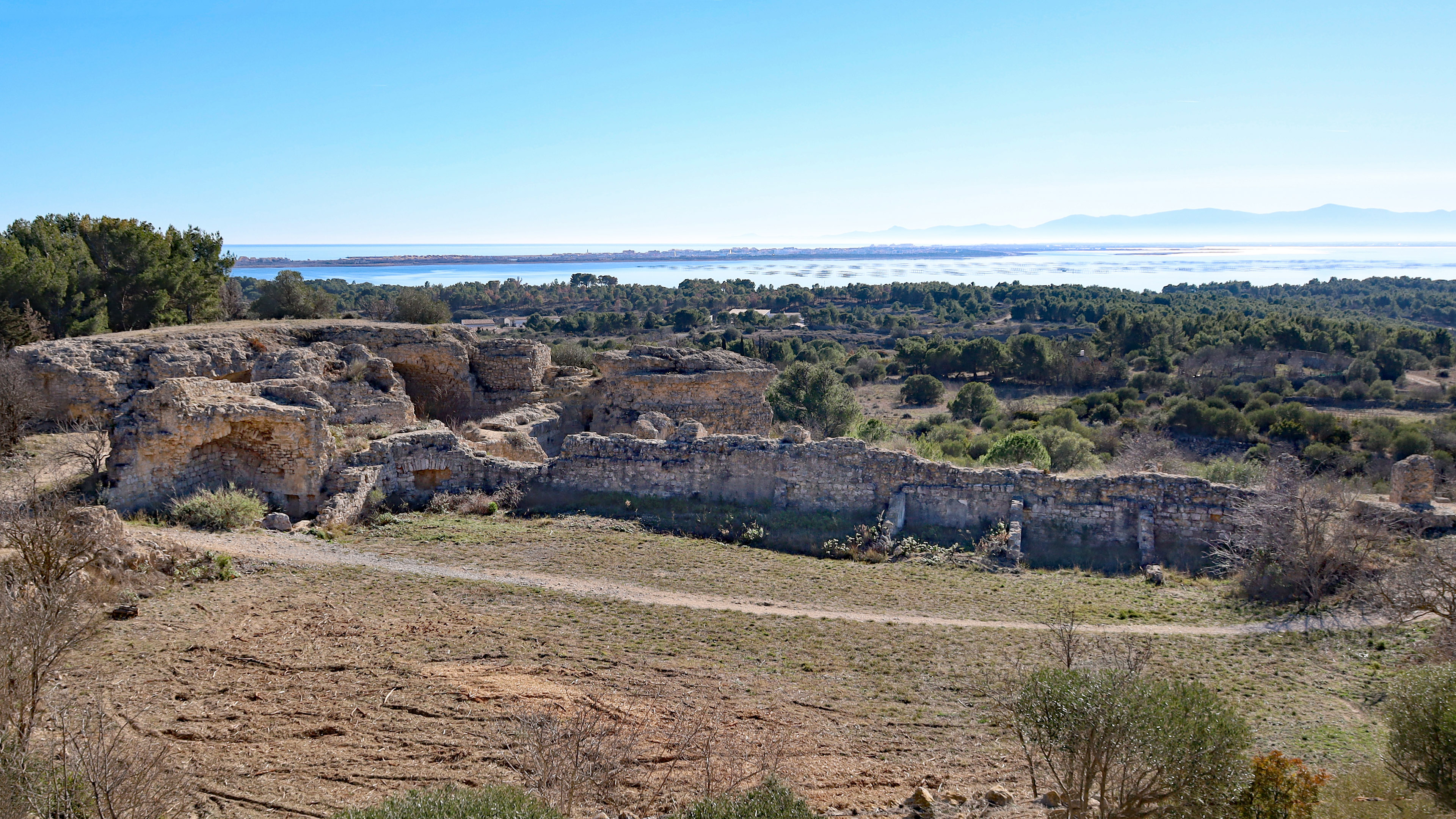
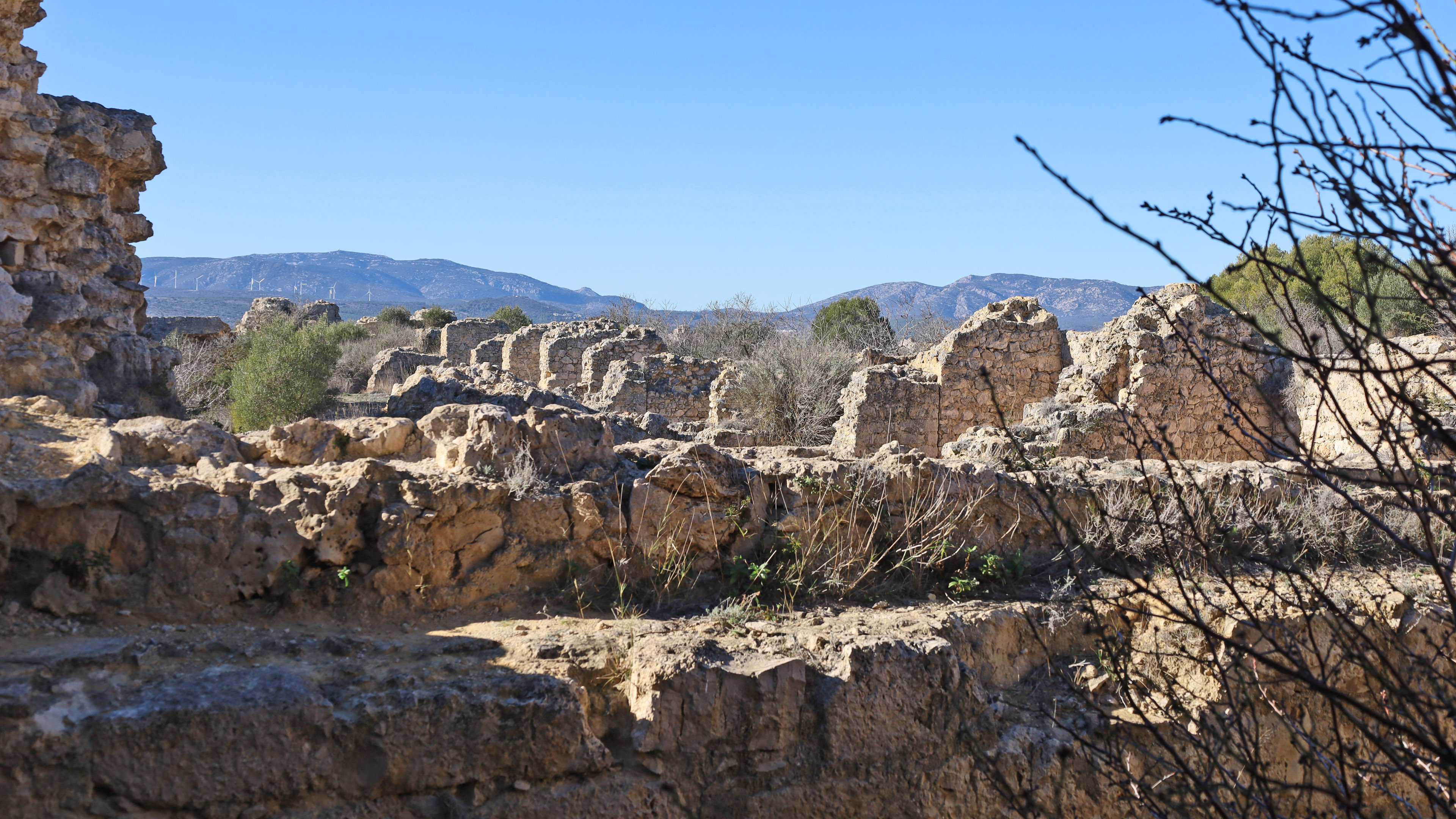
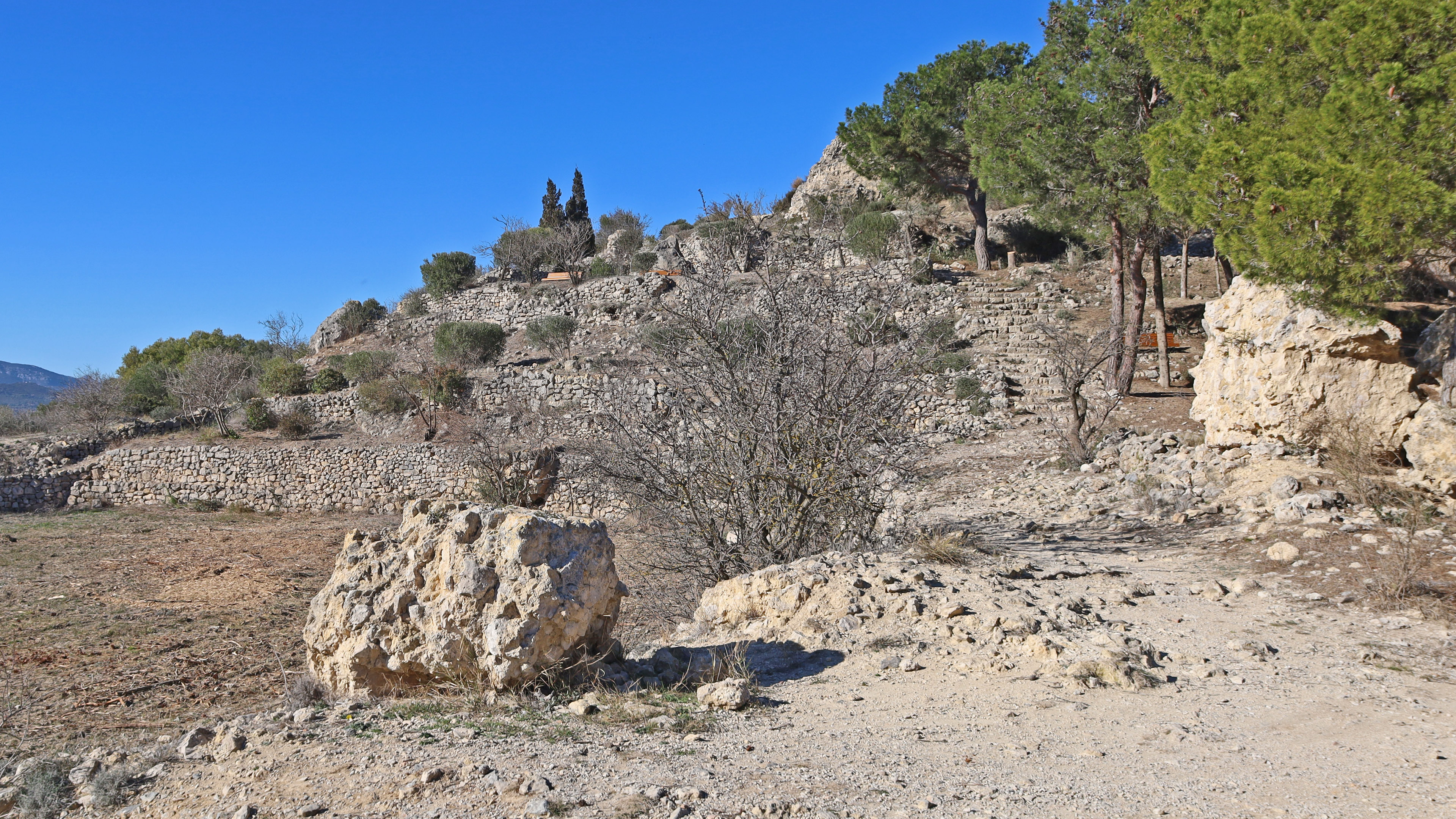
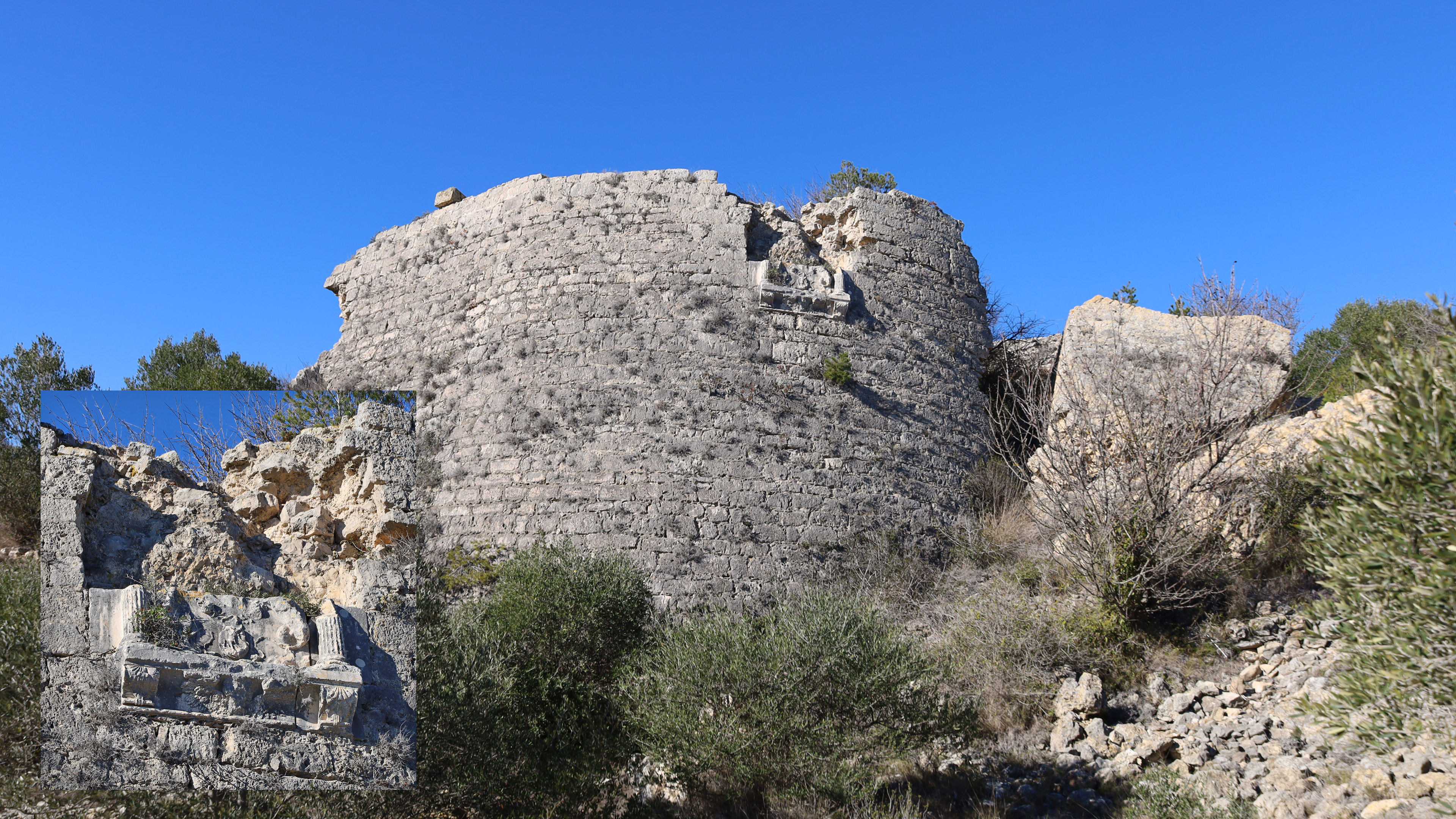
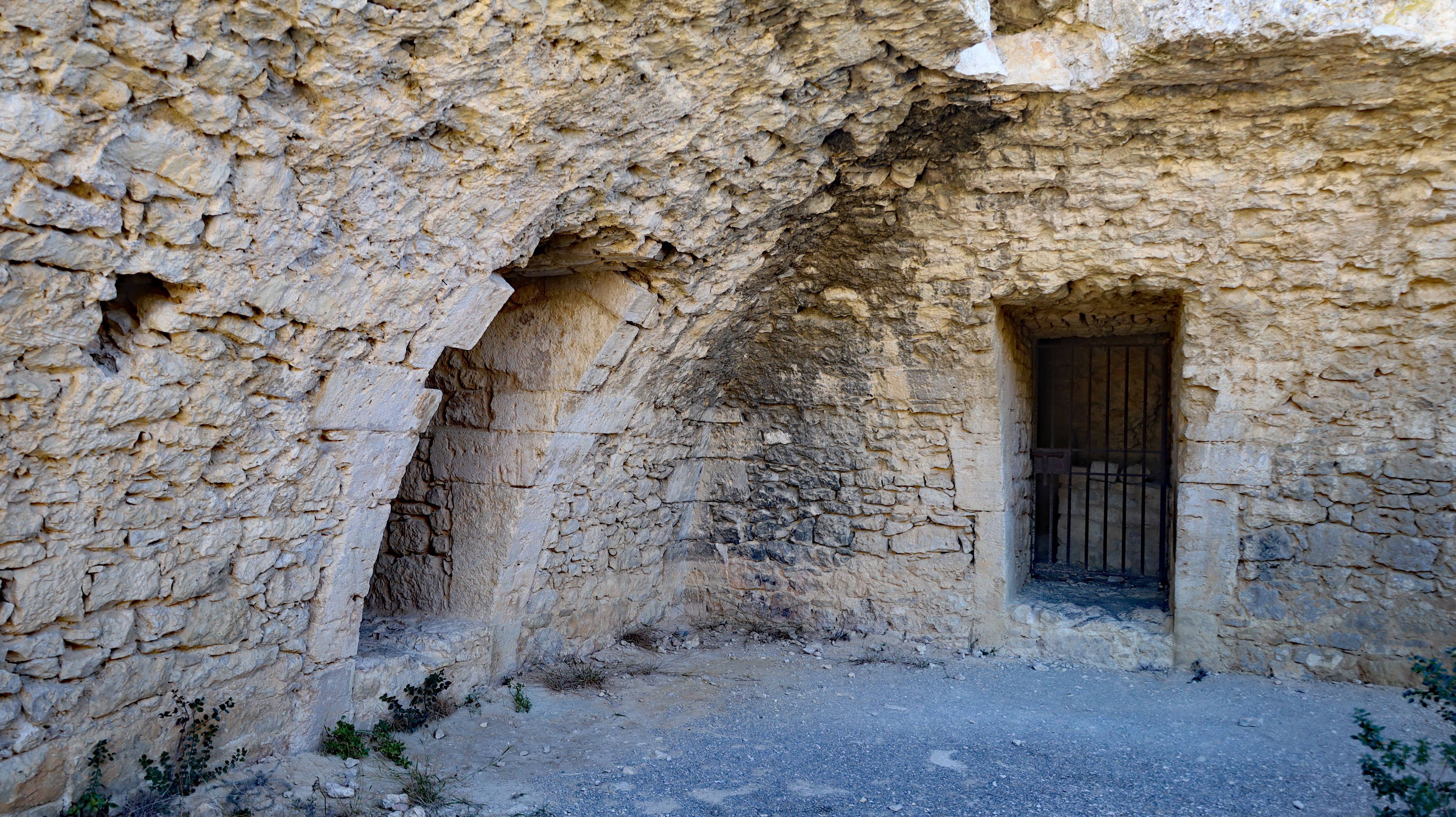